# Bukevje (Orle)
Bukevje je naseljeno mjesto u Republici Hrvatskoj u Zagrebačkoj županiji. 

## Zemljopis
Administrativno je u sastavu Općine Orle. Naselje se proteže na površini od 8,90 km².

## Stanovništvo
Prema popisu stanovništva iz 2011. godine u Bukevju živi 425 stanovnika i to u 129 kućanstava. Gustoća naseljenosti iznosi 48 st./km².
| broj stanovnika | 573   | 620   | 670   | 789   | 856   | 829   | 816   | 708   | 585   | 561   | 524   | 442   | 420   | 404   | 418   | 425   | 360   |
|                 | 1857. | 1869. | 1880. | 1890. | 1900. | 1910. | 1921. | 1931. | 1948. | 1953. | 1961. | 1971. | 1981. | 1991. | 2001. | 2011. | 2021. |

## Spomenici i znamenitosti
- Crkva sv. Antuna Padovanskog